# Excentrisk benpendling

Excentrisk benpendling

Excentrisk benpendling är en övning inom bland annat styrketräning, men kan även användas inom rehabilitering av exempelvis idrottsskador.
Excentrisk benpendling aktiverar främst framsidan av benet:
- Rectus femoris
- Vastus intermedius
- Vastus lateralis
- Vastus medialis